# Bolice
Bolice jsou zaniklá tvrz a středověká vesnice severovýchodně od obce Opočnice při silnici do Městce Králové v okrese Nymburk ve Středočeském kraji. Dochovaly se zní viditelné pozůstatky tvrziště.

## Historie
Ves s tvrzí, náležející k majetku vilémovského kláštera, stávala mezi Opočnicí a Městcem Králové již ve 13. století. Roku 1288 je v historických pramenech zmiňována jako pustá. K obnově došlo během 14. století bratry Oldřichem a Smilem z Lichtenburka. Roku 1324 je v souvislosti s tvrzí zmiňován Mikuláš z Bolic. Tvrz i s vesnicí zanikla pravděpodobně za hustitských válek, tj. v 15. století.[chybí lepší zdroj]

## Popis
Jednalo se o tvrz typu motte, tj. stavbu na uměle navršeném pahorku. Nejlépe patrný je právě centrální pahorek tvrziště, které se nachází na terénní terase nad pramenem potoka Jeptiška, asi jedenáct kilometrů severovýchodně od Poděbrad. Pahorek má rozměry asi 3,5 × 8 metrů a je obklopen zbytky původního vodního příkopu.
V průběhu 19. století na místě proběhly terénní úpravy (výsadba lip). Literatura z 19. století pak popisuje i zbytky cihlové stavby v prostoru tvrziště a zbytky vnějšího valu – tyto pozůstatky již neexistují. Celá lokalita je hustě zarostlá.
Po vsi Bolice, sousedící s tvrzí, nejsou patrné žádné stopy.